# Tamerville
Tamerville è un comune francese di 641 abitanti situato nel dipartimento della Manica nella regione della Normandia.
Il territorio comunale ospita le sorgenti del fiume Merderet.

## Società

### Evoluzione demografica
Abitanti censiti